# Corynoptera sedula
Corynoptera sedula är en tvåvingeart som beskrevs av Werner Mohrig och Nina Krivosheina 1985. Corynoptera sedula ingår i släktet Corynoptera och familjen sorgmyggor. Arten är reproducerande i Sverige. Inga underarter finns listade i Catalogue of Life.